# Operation Stella Polaris

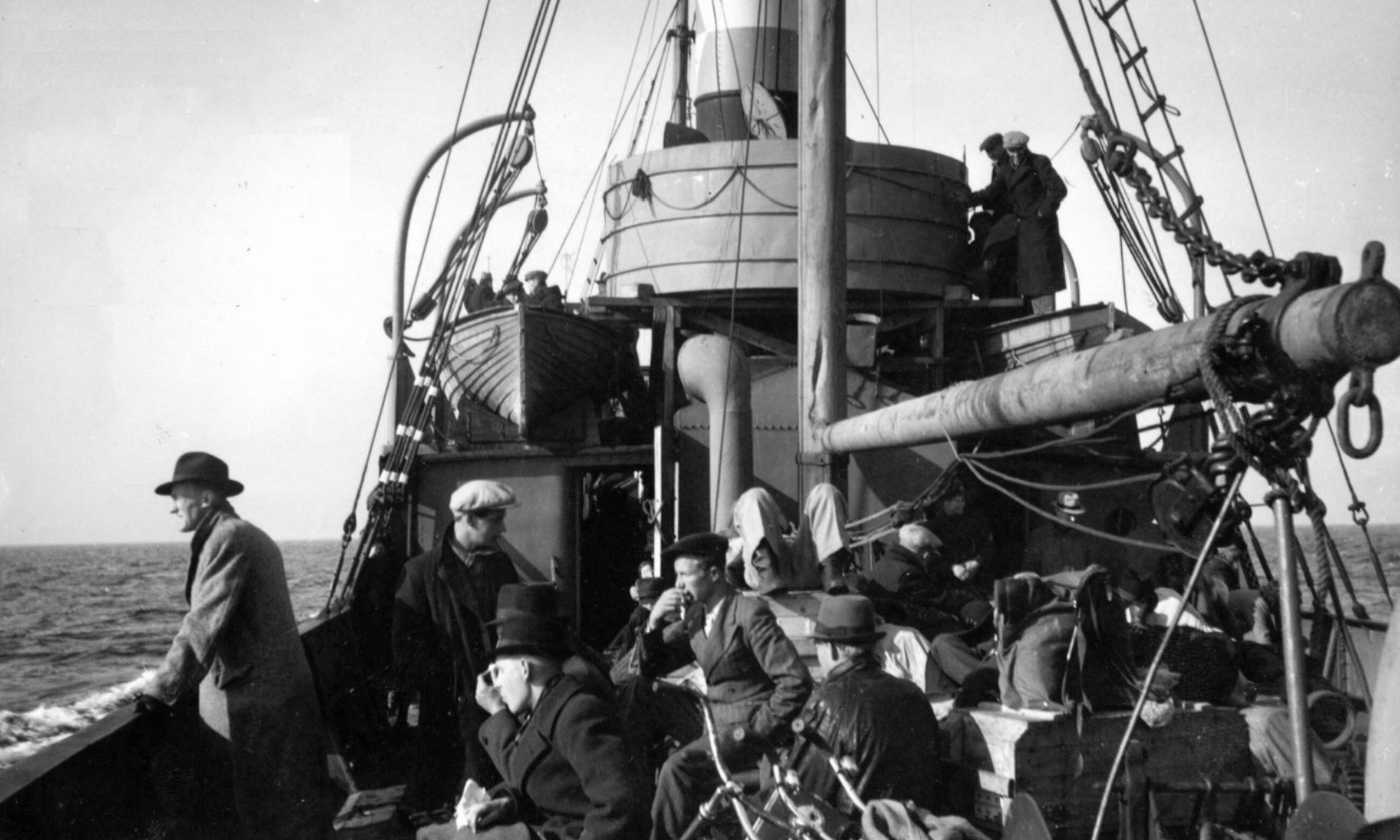
Finländska underrättelsemän på väg över Bottniska viken.

Operation Stella Polaris var en hemlig finländsk underrättelseoperation i samband med slutet av Fortsättningskriget, med syfte att flytta utrustning och känsligt underrättelsematerial från Finland till Sverige så att verksamheten skulle kunna fortsätta i Sverige och materialet inte skulle hamna i Sovjetunionens händer. Operationen hade sin bas i den lilla fiskebyn Nämpnäs i Närpes i Österbotten, varifrån arkivet skeppades till svenska hamnar. Inom svenska försvaret var det chefen för hemliga underrättelsebyrån C-byrån som hade ansvar för operationen.
Operation Stella Polaris planerades under sommaren 1944, när det började bli uppenbart att Finland skulle förlora kriget, och det bedömdes att Sovjetunionen skulle kunna ockupera Finland. En av avsikterna från finländskt håll var att kunna etablera finländsk militär signalspaning på svensk mark åt en möjlig finländsk exilregering.
Försvarets radioanstalt (FRA) fick i samband med Operation Stella Polaris överta teknisk utrustning och sju arkivlådor ur det finländska materialet, vilket gav viktiga bidrag till FRA:s verksamhet. Detta arkivmaterials original brändes 1960, efter ett irreguljärt ingripande av tidigare svenske armechefen Carl August Ehrensvärd.
Operationsledaren Reino Hallamaa sålde mikrofilmer av det finländska arkivmaterialet som tagits under operationen till flera länders underrättelseverksamheter.

## Transport till Sverige
Den 22 september 1944 överflyttades en mycket stor del av den finländska signalspaningen till Sverige. Från svensk sida var det majoren Carl Petersén, chef för försvarsstabens underrättelsetjänst (C-byrån), som ansvarade för operationen. Ungefär 750 personer transporterades genom Finland och med tre fartyg över Bottenviken mellan Närpes och Härnösand och ett fartyg mellan Nystad och Gävle. Fartygen var också lastade med packlådor med arkiv och signalspaningsutrustning. 
Eftersom Sovjetunionen inte annekterade Finland efter Mellanfreden i Moskva den 19 september 1944, återvände majoriteten av den finländska personalen med familjer hem, utom de som anställdes av FRA, runt årsskiftet 1944/45. De fick på egen hand ta sig över gränsen vid Torne älv i smyg. Sverige erbjöds att överta utrustning och vissa handlingar. FRA fick på så sätt tillgång till teknisk utrustning och sju arkivlådor, vilket blev en viktig grund för det nystartade FRA:s verksamhet.. Operationsledaren sålde också mikrofilmat material till Japan, USA och andra länder. 
Operaration Stella Polaris ledde till att Sverige fick tillgång till en stor mängd kvalificerat material samt kunskap från signalspaningspersonal, vilka i vissa fall dessutom anställdes. För Finland innebar affären inrikespolitiska förvecklingar och, som en följd av kommunistpartiets starka inflytande i regeringen, statuerades exempel mot flera av de så kallade ”sovjetfientliga” inblandade, med fängelsestraff som följd.

## Bearbetning i Sverige
Från oktober 1944 sorterades underrättelsematerialet i källaren till Hotel Aston i Stockholm. Därefter fraktades det iväg av FRA. Stora delar av materialet förvarades sedan av Carl C:son Bonde på Hörningsholms slott och 29 lådor av Svante Påhlson på Rottneros från 20 mars 1945. Sju lådor för Sverige intressant material hade tidigare lämnats till Försvarets Radioanstalt. Det i Sverige lämnade originalmaterialet kom i december 1960 att brännas på Lövsta sopstation i Stockholm, även det som då tillhörde FRA. Detta skedde efter ett irreguljärt ingripande av den pensionerade svenske generalen, och tidigare chefen för armén, Carl August Ehrensvärd. Denne hade vid tidpunkten för Operation Stella Polaris varit försvarsstabschef.
De finländare som var inblandade i Operation Stella Polaris förföljdes och arresterades efter återkomsten av den kommunistdominerade finländska Statspolisen (säkerhetspolisen, den så kallade Röda Stapo). Inte förrän i början av 1950-talet förklarade Finlands justitiekansler att de som deltagit i Operation Stella Polaris inte var aktuella att anklaga för krigsförbrytelse.
Operationsledaren Reino Hallamaa hade på Hotel Aston låtit mikrofilma material, vilket han sålt till flera länders underrättelseverksamheter.

## Senare händelser
De 15–20 finländska signalspanarna som kom till Sverige i Operation Stella Polaris blev omedelbart svenska medborgare och kvar som FRA-anställda i Sverige. Den finländske underrättelsechefen Aladár Paasonen, vilken jämte Reino Hallamaa hade högsta ansvar för operationen, levde fram till 1970-talet i USA. Reino Hallamaa flyttade till Spanien, där han startade ett byggföretag.
I byn Nämpnäs finns ett minnesmärke över operationen. Den 23 september 2023 invigdes ett Stella Polaris museum vid Öjskogsparkens hembygdsområde i Närpes.  Museet är till viss del interaktivt och där visas även ett antal unika radioapparater från tiden.
Operation Stella Polaris har från 1990-talet dokumenterats i böcker, radiodokumentärer och tevefilmer, men många oklarheter består.

### Media
- Operation Stella Polaris. Sveriges Televisions dokumentärfilm av Hans Villius 1995.
- Operation Stella Polaris och signalspaningen. Radiodokumentär den 10 november 2013, producerad av Carl-Magnus Helgegren.